# هارفي (إلينوي)
هارفي (بالإنجليزية: Harvey, Illinois)‏ هي مدينة تقع في الولايات المتحدة في إلينوي. يقدر عدد سكانها بـ 25,282 نسمة .

## التركيبة السكانية
حدّد مكتب تعداد الولايات المتحدة بيانات التركيبة السكانية لهارفي في تعداد الولايات المتحدة. في ما يلي، التركيبة السكانية حسب تعدادي 2000 و2010.

### تعداد عام 2000
بلغ عدد سكان هارفي 30,000 نسمة بحسب تعداد عام 2000، وبلغ عدد الأسر 8,990 أسرة وعدد العائلات 6,759 عائلة مقيمة في المدينة. في حين سجلت الكثافة السكانية 1,866.8 نسمة لكل كيلومتر مربع (4,835.0/ميل2). وبلغ عدد الوحدات السكنية 10,158 وحدة بمتوسط كثافة قدره 632.1 لكل كيلومتر مربع (1,637.1/ميل2).
وتوزع التركيب العرقي للمدينة بنسبة 10.02% من البيض و79.57% من الأمريكيين الأفارقة و0.26% من الأمريكيين الأصليين و0.38% من الأمريكيين ذوي الأصول الآسيوية و0.05% من سكان جزر المحيط الهادئ و7.94% من الأعراق الأخرى و1.78% من عرقين مختلطين أو أكثر و12.78% من الهسبانيون أو اللاتينيون من أي عرق.
بلغ عدد الأسر 8,990 أسرة كانت نسبة 50.3% منها لديها أطفال تحت سن الثامنة عشر تعيش معهم، وبلغت نسبة الأزواج القاطنين مع بعضهم البعض 36.4% من أصل المجموع الكلي للأسر، ونسبة 31.8% من الأسر كان لديها معيلات من الإناث دون وجود شريك،  بينما كانت نسبة 6.9% من الأسر لديها معيلون من الذكور دون وجود شريكة وكانت نسبة 24.8% من غير العائلات. تألفت نسبة 20.7% من أصل جميع الأسر من عدة أفراد يعيشون في نفس المنزل ونسبة 7.1% كانت تتألف من شخص يعيش بمفرده يبلغ من العمر 65 عاماً أو أكثر. وبلغ متوسط حجم الأسرة المعيشية 3.30، أما متوسط حجم العائلات فبلغ 3.80.
بلغ العمر الوسطي للسكان 27.9 عاماً. وكانت نسبة 34.8% من القاطنين تحت سن الثامنة عشر، وكانت نسبة 10.7% بين الثامنة عشر والرابعة والعشرين عاماً، ونسبة 26.6% كانت واقعةً في الفئة العمرية ما بين الخامسة والعشرين والرابعة والأربعين عاماً، ونسبة 18.5% كانت ما بين الخامسة والأربعين والرابعة والستين، ونسبة 8.1% كانت ضمن فئة الخامسة والستين عاماً فما فوق. يوجد لكل 100 أنثى 92.0 ذكر، ويوجد لكل 100 أنثى في الثامنة عشر من عمرها فما فوق 85.7 ذكر.
بلغ متوسط دخل الأسرة في المدينة 31,962 دولارًا، أما متوسط دخل العائلة فبلغ 35,382 دولارًا. وكان متوسط دخل الذكور 30,614 دولارًا مقابل 25,248 دولارًا للإناث. وسجل دخل الفرد الخاص بالمدينة 12,342 دولارًا. وكانت نسبة 20.4% من العائلات ونسبة 21.7% من السكان تحت خط الفقر، وكان من هؤلاء نسبة 28.1% تحت سن الثامنة عشر ونسبة 17.6% في الخامسة والستين من العمر وما فوق.

### تعداد عام 2010
بلغ عدد سكان هارفي 25,282 نسمة بحسب تعداد عام 2010، وبلغ عدد الأسر 7,947 أسرة وعدد العائلات 5,664 عائلة مقيمة في المدينة. في حين سجلت الكثافة السكانية 1,573.2 نسمة لكل كيلومتر مربع (4,074.6/ميل2). وبلغ عدد الوحدات السكنية 9,805 وحدة بمتوسط كثافة قدره 610.1 لكل كيلومتر مربع (1,580.2/ميل2).
وتوزع التركيب العرقي للمدينة بنسبة 9.95% من البيض و75.82% من الأمريكيين الأفارقة و0.28% من الأمريكيين الأصليين و0.85% من الأمريكيين ذوي الأصول الآسيوية و0.04% من سكان جزر المحيط الهادئ و11.33% من الأعراق الأخرى و1.72% من عرقين مختلطين أو أكثر و18.98% من الهسبانيون أو اللاتينيون من أي عرق.
بلغ عدد الأسر 7,947 أسرة كانت نسبة 43.7% منها لديها أطفال تحت سن الثامنة عشر تعيش معهم، وبلغت نسبة الأزواج القاطنين مع بعضهم البعض 30.1% من أصل المجموع الكلي للأسر، ونسبة 32.2% من الأسر كان لديها معيلات من الإناث دون وجود شريك،  بينما كانت نسبة 8.9% من الأسر لديها معيلون من الذكور دون وجود شريكة وكانت نسبة 28.7% من غير العائلات. تألفت نسبة 24.1% من أصل جميع الأسر من عدة أفراد يعيشون في نفس المنزل ونسبة 8.8% كانت تتألف من شخص يعيش بمفرده يبلغ من العمر 65 عاماً أو أكثر. وبلغ متوسط حجم الأسرة المعيشية 3.15، أما متوسط حجم العائلات فبلغ 3.75.
بلغ العمر الوسطي للسكان 30.8 عاماً. وكانت نسبة 31.5% من القاطنين تحت سن الثامنة عشر، وكانت نسبة 11% بين الثامنة عشر والرابعة والعشرين عاماً، ونسبة 25.4% كانت واقعةً في الفئة العمرية ما بين الخامسة والعشرين والرابعة والأربعين عاماً، ونسبة 21.6% كانت ما بين الخامسة والأربعين والرابعة والستين، ونسبة 10.4% كانت ضمن فئة الخامسة والستين عاماً فما فوق. وتوزع التركيب الجنسي للسكان بنسبة 48.7% ذكور و51.3% إناث.

## أعلام
- كيفن داكويرث
- أرييل ماكدونالد
- ميلفين إيلي
- جاي بي. هوتو
- إدي كاري
- نيلسن إيليس
- بيل ديفيس
- غيلبرت أميس بليس